# Nikephoros Theotokis
Nikeforos Theotokis, född 1731 på Korfu, död 1800 i ett kloster i Moskva, var en grekisk lärd.
Theotokis utmärkte sig synnerligen som lärare vid hellenska skolan på Korfu och som skolföreståndare i Iași. Därefter blev han biskop i Ryssland. Man har kallat honom "det grekiska undervisningsväsendets fader". Hans läroböcker (naturlära, matematik, geografi) var länge i bruk, och hans teologiska skrifter bidrog mycket till att stadga det nygrekiska skriftspråket.